# Distretto di Sikhio
Il distretto di Sikhiu (in thailandese: สีคิ้ว) è un distretto (amphoe) della Thailandia, situato nella provincia di Nakhon Ratchasima.